# Comuna Primorsko, Burgas
Primorsko (în bulgară Приморско) este o comună în regiunea Burgas din Bulgaria.

## Demografie
Componența etnică a obștinei Primorsko
     Romi (9,51%)
     Turci (1,38%)
     Bulgari (70,38%)
     Nicio identificare (18,1%)
     Altele (0,61%)
La recensământul din 2011, populația comunei Primorsko era de 6.064 locuitori. Din punct de vedere etnic, majoritatea locuitorilor (70,38%) erau bulgari, existând și minorități de romi (9,51%) și turci (1,38%). Pentru 18,1% din locuitori nu este cunoscută apartenența etnică.